# Horapolo
Horapolo (de Horus Apollo, Ὡραπόλλων) fue un escritor del siglo IV d. C., de historicidad discutida, autor de un tratado sobre los jeroglíficos egipcios, Hieroglyphica, que conocemos por su traducción al griego realizada en el siglo V d. C. por Filipo, y también titulada Hieroglyphica. Esta obra fue un enorme éxito en Europa a partir del siglo XV.

## Horapolo
Horapolo es considerado uno de los últimos líderes del sacerdocio pagano del Antiguo Egipto, formado en una escuela de Menotis, cerca de Alejandría, durante el reinado de Zenón (474-491 d. C.). Horapolo es mencionado en la Suda (siglo X d. C.) como natural probablemente de la Tebaida. Era hijo de Asclepíades, y nieto de un gramático, todos ellos docentes en Constantinopla. Horapolo enseñó en Alejandría, además de gramática, filosofía. Como sacerdote pagano, fue víctima de la lucha mantenida contra el emperador pagano Zenón, en el año 484, quien acosó en Alejandría a la escuela local de filosofía. Varios filósofos paganos se convirtieron al cristianismo y se vieron implicados en las luchas con sus antiguos compañeros paganos. De acuerdo con la Suda, Horapolo tuvo que huir porque estaba acusado de planear una rebelión contra los cristianos y su templo dedicado a Isis y Osiris, fue destruido.
A pesar de estos ataques, se produjeron numerosas conversiones, aparentemente de forma voluntaria, como la de Paralios, un discípulo de Horapolo, que se convirtió después de algunas deliberaciones, pese a que había participado en los actos del culto pagano. En los años siguientes, se creó un celo particular por el cristianismo, pues la conversión a la nueva religión monoteísta significaba ser golpeado por los compañeros paganos.
Horapolo también había sido arrastrado al conflicto y su tío Heraiskos fue incluso asesinado. Fue insultado por los cristianos como Apollo Psych (alma destructora), detenido y torturado, y varios de sus estudiantes se apartaron de él. En el año 485 se trasladó a Constantinopla, donde continuó enseñando. La naturaleza más bien mundana de la esposa de Horapolo la inclinó a dejarlo por su amante, y esto supuso la pérdida de la mayor parte de su fortuna y biblioteca. Profundamente decepcionado, Horapolo finalmente se convirtió al cristianismo, algo que supuestamente había predicho Heraiskos. Horapolo todavía vivía en Constantinopla durante el gobierno del emperador Anastasio I. A menudo se le atribuye la autoría de la Hieroglyphica, pero persisten las dudas sobre ello.
Para los humanistas sus obras fueron consideradas hermética, con unos conocimientos encubiertos y de difícil interpretación, los cuales podrían expresar verdades ocultas no sólo concernientes al hombre, sino también a las divindades. Fue esa interpretación la que los teóricos del Renacimiento hicieron de la obra de Horapolo, publicada en Florencia en 1419 y que, en poco tiempo, se volvería un anhelo intelectual que llevaría a los europeos a empeñarse en la búsqueda de todo lo concerniente a Egipto —manuscritos, papiros u obeliscos—.

## Hieroglyphica

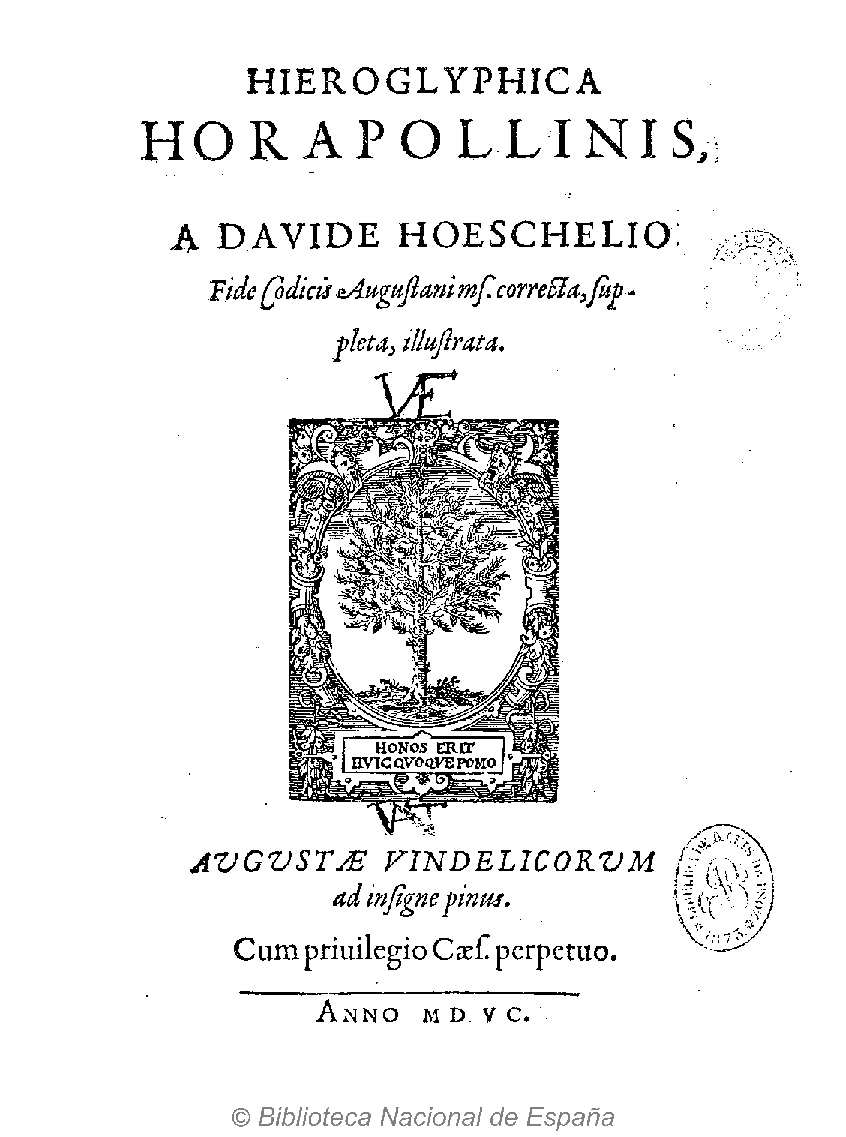
Hieroglyphica Horapollonis, 1595.

Los Hieroglyphica constan de dos libros, que contienen un total de 189 explicaciones de los jeroglíficos egipcios. El texto fue descubierto en 1419 en la isla de Andros y llevado a Florencia por Cristoforo Buondelmonti (se conserva actualmente en la Biblioteca Laurenciana, Plut. 69,27). A finales del siglo XV el texto se hizo inmensamente popular entre los humanistas, con una primera edición impresa del texto que apareció en 1505, iniciando una larga serie de ediciones y traducciones. Desde el siglo XVIII, la autenticidad del libro fue puesta en duda.
La egiptología moderna se interesa por lo menos por el primer libro, sobre la base de un conocimiento real acerca de los jeroglíficos, aunque es confuso y con un simbolismo barroco y de especulación teológica. El libro Hieroglyphica también pudo tener su origen en las últimas generaciones del antiguo sacerdocio egipcio del siglo V d. C. Este enfoque de la especulación simbólica de los jeroglíficos (muchos de los cuales fueron originalmente simples signos silábicos) era popular durante el helenismo. Asimismo, los primeros humanistas, hasta Atanasio Kircher, heredaron la idea preconcebida de que los jeroglíficos eran elementos mágicos, una escritura simbólica e ideográfica. La segunda parte del Libro II trata el simbolismo de los animales y sus alegorías, que son esencialmente derivadas de Aristóteles, Eliano, Plinio el Viejo y Artemidoro. Probablemente son una adición realizada por el traductor griego, que tomó como referencia el Physiologus, obra actualmente datada en el siglo IV d. C. y con origen en la ciudad de Alejandría.

## Selección de ediciones
- Aldo Manuzio, de Venecia 1505 - editio princeps
- George Boas, Nueva York, 1950 (traducción al inglés), reeditado en 1993. ISBN 0-691-00092-1.
- Rizzoli, Milán, 1996. ISBN 88-17-16997-8.